# Opentheso
Opentheso est un logiciel libre de gestion de thésaurus multilingue, conforme à la norme ISO 25964 (en)(Information et documentation — Thésaurus et interopérabilité avec d’autres vocabulaires, publiée en 2011 et 2013).  Il est diffusé en opensource. 
Il se positionne comme un outil générique proposé dans la grille de services de l'infrastructure de recherche Huma-Num. La communauté de ses utilisateurs est issue de la recherche française en sciences humaines et sociales,. Il peut être utilisé dans divers contextes : bases de données, système de gestion de bibliothèque, description de fonds d'archives, gestion bibliographique, système d'information géographique. Il s'adresse à différents professionnels qui produisent, décrivent, analysent et gèrent des données scientifiques et des publications : chercheurs, ingénieurs, bibliothécaires, éditeurs, archivistes, documentalistes, conservateurs.

## Développements
Cet outil de gestion de thésaurus est développé par la plateforme Web sémantique et thésauri à la Maison de l’Orient et de la Méditerranée Jean Pouilloux (FR 3747, Lyon). Il bénéficie du soutien financier de la Fédération et ressources sur l’Antiquité (GDS Frantiq), de la Maison de l’Orient et de la Méditerranée Jean Pouilloux et du consortium Mémoires des archéologues et des sites archéologiques (MASA) de l'infrastructure de recherche Huma-Num,. 
Le développement d'Opentheso débute en 2005  à la demande de la Fédération et ressources sur l’Antiquité (GDS Frantiq), pour la gestion du thésaurus Pactols. Ce thésaurus, créé en 1987,  sert à l'indexation du catalogue collectif du réseau Frantiq, qui offre un accès centralisé aux ressources documentaires des bibliothèques d'archéologie partenaires. À cette époque, il n’existe aucun outil équivalent gratuit.
Son développement se fonde sur l'interopérabilité des systèmes d'organisation des connaissances, aux niveaux sémantique et technique, avec un accent porté sur les données ouvertes liées  et le web sémantique. 
Dès la version 2 (2010), Opentheso intègre les normes de constructions des thésaurus (ISO 5964:1985 et  NF–Z47-101:1990) axées sur le multilinguisme, ainsi que les imports et les exports au format SKOS, qui est une recommandation du W3C pour représenter les langages documentaires. La version 3 (2014) est une version full web, conforme aux normes ISO 25964-1:2011 et ISO 25964-2:2013 (Information et documentation. Thesaurus et interopérabilité avec d'autres vocabulaires), qui visent à faciliter la recherche d'informations grâce à l’interconnexion de vocabulaires contrôlés dans le contexte du web sémantique. 
Le thésaurus poursuit son évolution normative en intégrant des identifiants pérennes de type ARK et HANDLE.

## Fonctionnalités
Opentheso est une solution collaborative qui permet de construire et de gérer une terminologie spécialisée ou un vocabulaire contrôlé, de les partager sur le Web et de les relier à d'autres vocabulaires.
Il assure l'interopérabilité des terminologies utilisées (identifiants pérennes, conformité aux normes ISO et au modèle RDF).
Il permet la gestion collaborative d'un thésaurus avec un module de gestion des termes candidats et différents niveaux d'authentification,. 
Le multilinguisme et l'alignement manuel ou semi-automatique vers des vocabulaires ou des référentiels externes permettent d'enrichir le thésaurus à plusieurs niveaux.
Opentheso se connecte à d’autres logiciels afin de décrire ou d'indexer des données et des ressources avec un vocabulaire contrôlé : le système intégré de gestion des bibliothèques Koha, les systèmes de gestion de contenu WordPress et Drupal, le logiciel de gestion de bibliothèque numérique Omeka S, le système de gestion électronique de document Nuxeo, le projet Métopes pour l'édition structurée, les plateformes et outils d'annotation 3D Aïoli et ArchéoGrid, Telemata pour les archives sonores, l'environnement de gestion d'ontologie OntoMe et la plateforme OpenArchaeo.